# TV-stjärnan
TV-stjärnan var en svensk dokusåpa i Sveriges Television som sändes januari-mars 2008.
Tio personer tävlade om att bli programledare. De bedömdes av en jury bestående av kända SVT-profiler (Hans Rosenfeldt, Janne Josefsson och Anne Lundberg) och fick hjälp av gästlärare i form av andra kända SVT-profiler (Sverker Olofsson, Kristian Luuk, Anna Hedenmo med flera). Programledare var Per Sinding-Larsen. De tio deltagarna valdes ut av juryn via en audition som hölls i början av programmet. 
Av 1 700 som sökte gick 20 vidare, därav 10 valdes sedan ut i det andra programmet.
Flera av deltagarna fick efter programmet en karriär inom media. Bland annat fick Fredrik Östling arbete som hallåa på TV4 och Anna Mourou fick sitta i juryn på Dansbandskampen 2008.

## Deltagare
- Suzanne Dahlerus, utslagen vecka 1, hallåa
- Mariah Kanninen, utslagen vecka 2, nyheter
- Gustav Eurén, utslagen vecka 3, underhållning
- Can Demirtas, utslagen vecka 4, intervju
- Leo Razzak, utslagen vecka 5, barn
- Nora Alawie, utslagen vecka 6, sport
- Fredrik Östling, utslagen vecka 7, debatt
- Fredrik Lindblad, tredje plats
- Anna Mourou, andra plats
- Frida Zetterström, vinnare[1]

## Program

### Program 1
Audition i TV-huset hålls. 1700 sökande, juryn väljer ut 20 personer av dessa som går vidare till nästa steg.

### Program 2
De 20 deltagarna kommer tillbaka, och juryn väljer sedan ut de 10 finalist-deltagarna.

### Program 3
De 10 deltagarna får i första uppgift att pröva på livet som programpresentatör, även kallat "hallåa". Den första som fick lämna programmet blev Suzanne Dahlerus.

### Program 4
Deltagarnas andra uppgift blir att pröva på rollen som nyhetankrare i TV, med ett fejkat "tekniskt fel", för att pröva på nerverna. När juryn skulle avslöja vem som skulle få åka hem, meddelade Mariah Kanninen att hon ville hoppa av tävlingen på grund av sitt jobb på teatern.

### Program 5
Den tredje uppgiften går ut på att underhålla. De åtta återstående deltagarna får pröva på med att underhålla en publik i samma studio där SVT annars spelar in Babben & C.o.. Det slutar med att Gustav Eurén får åka ut, efter att ha hängt löst tre veckor i rad.

### Program 6
De sju återstående deltagarna blir coachade av Kristian Luuk, och får i uppgift att intervjua en kändis, som visar sig vara Dogge Doggelito. Can Dermitas, som varit jurymedlemmen Janne Josefssons favorit under tävlingen, blir tvungen att lämna tävlingen.

## Final
Anna Mourou, Frida Zetterström och Fredrik Lindblad tog sig till final. Zetterström vann, Mourou kom på andra plats och Lindblad på tredje plats.

## Original Star
Vid sidan av tävlingen som sändes på TV så kunde tittarna själva skicka in sina bidrag i en liknande tävling med liknande uppdrag. Det genomfördes ett antal deltävlingar och tittarna röstade sedan på varandra tills man fick fram ett antal finalister. Den slutliga vinnaren Olle Öberg valdes sedan ut av en jury från SVT, priset var att man fick vara med under den direktsända finalen och även göra reportage och intervjuer för webben.